# Аннинский медеплавильный завод
А́ннинский (также Ба́бкинский) медеплави́льный заво́д  — медеплавильный завод, действовавший с 1758 по 1806 год на территории Пермского края.

## История создания
Территория Пермского края и Башкортостана богата полезными ископаемыми, включая запасы меди. Медные месторождения формировались здесь на дне теплых морей из гидротермальных растворов, вливающихся в морскую воду.
Аннинский медеплавильный завод был основан в 1758 году графом И. Г. Чернышёвым на реке Бабка (приток р. Сылва) на вотчинных землях башкир Гайнинской волости Осинской дороги. Владельцем заводы был И. Г. Чернышёв, с 1770 года завод был выкуплен казной.
Название Аннинский (Бабкинский) завод пошло от по имени дочери основателя медеплавильного завода Анны (177?—1817) или от местной Анно-Успенской деревянной церкви (первый храм сооружен в 1764 году, второй — в 1847 году). Второе название, Бабкинский — по названию реки.
Завод начал давать продукцию в 1760 году. К концу XVIII века на заводе работало 12 медеплавильных печей, 1 шплейзофенный и 2 обжигательных горна. На Аннинском заводе было устроено три плотины. В 1772 году на заводе было 225 крепостных и 6408 приписных крестьян. За годы существования на заводе выплавлено 77 178 пудов чистой меди (400—10400 пудов в год). В 1789—1797 завод функционировал как монетный двор. В 1806 году из-за истощения рудников завод был закрыт. В настоящее время на месте заводского поселения находится поселок Аннинск Пермского края.
В окрестностях бывшего завода сохранились рудники. В шлаковых отвалах завода может находиться 150 тыс. тонн шлаков, содержащих 1 350 тонн меди, 130 тонн ванадия, 10 тонн никеля, 4 тонн кобальта, 3 тонн серебра, 0,5 тонн германия и около 1 тонн иттрия.